# World War II Victory Medal
La World War II Victory Medal (en français : médaille de victoire) de la Seconde Guerre mondiale est une décoration de l'armée des États-Unis qui a été créée par une loi du Congrès du 6 juillet 1945.
La décoration commémore le service militaire accompli durant la Seconde Guerre mondiale et est attribuée à tout membre de l'armée des États-Unis, y compris les membres des forces armées du Gouvernement des îles Philippines, qui a été en service actif ou en tant que réserviste, entre le 7 décembre 1941 et le 31 décembre 1946.
En 1984, chaque pilote féminin du Women Airforce Service Pilots obtient la décoration.

## Galerie

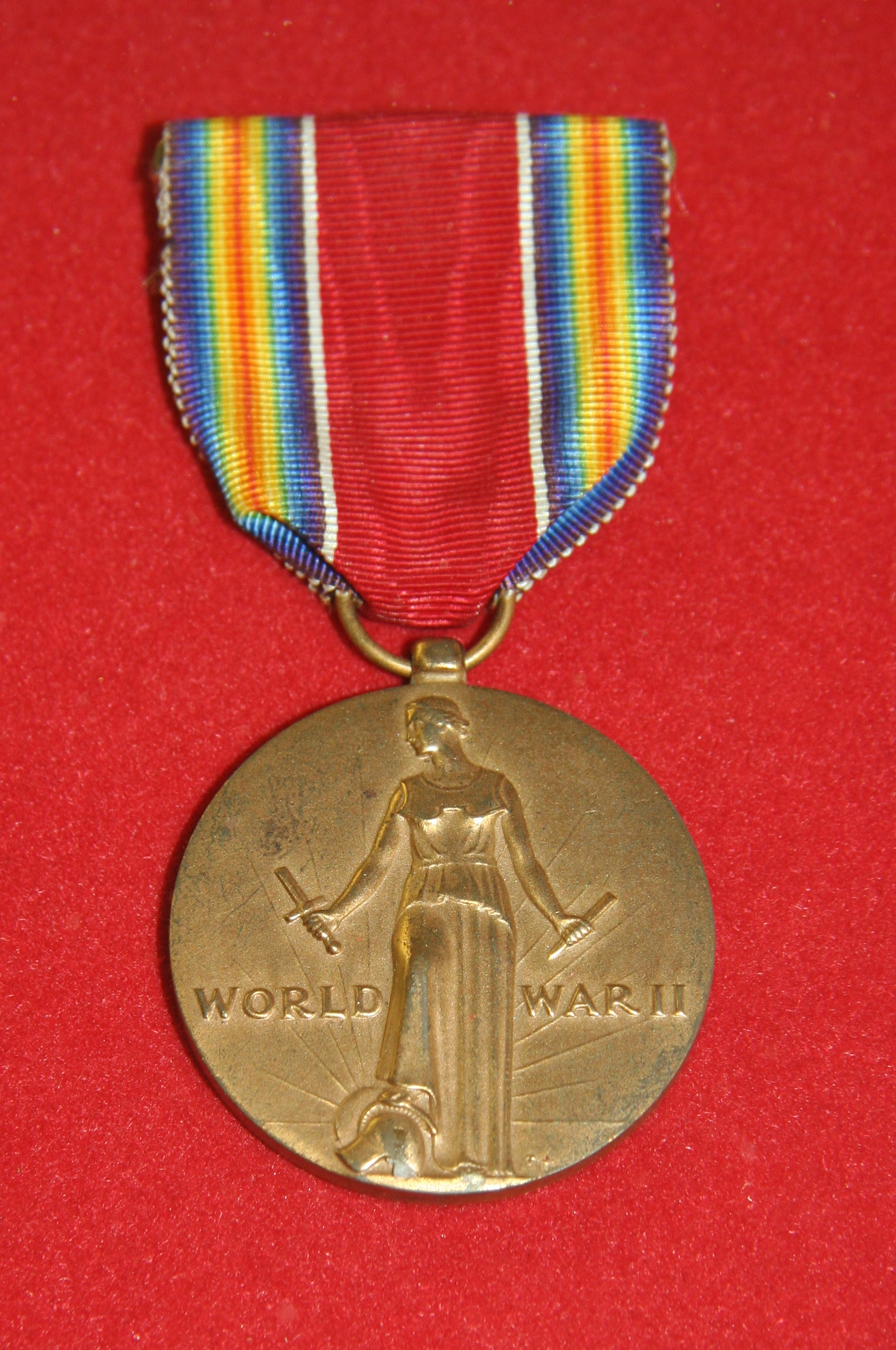
Avers
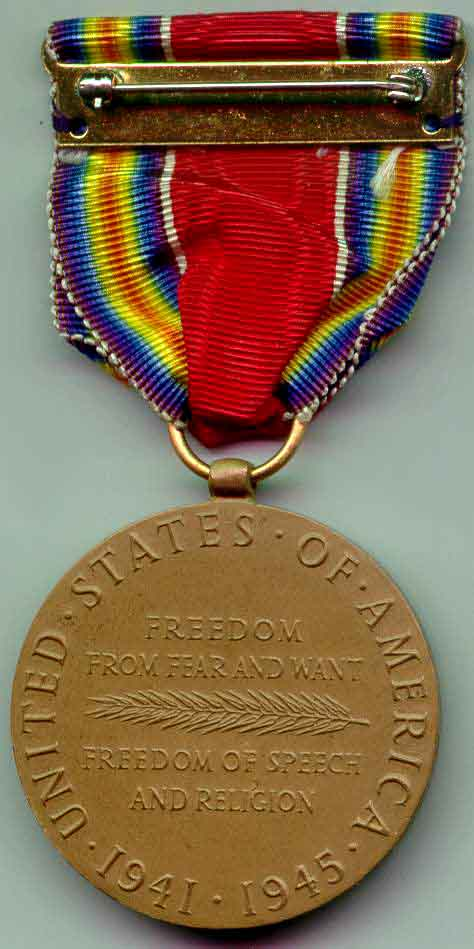
Revers